# 蒜頭餅
蒜頭餅是一种點心類食品。內容與台中太陽餅相似，然內餡更添加蒜頭成分，風味獨特，故名蒜頭餅。亦因為嘉義的蒜頭地方之特產而得名。蒜頭餅自古已有，然在近代各類點心的競爭下，曾銷聲匿跡數十年。直至近年天下雜誌舉辦微笑台灣專刊，發掘各鄉鎮特產，請教於世居蒜頭的東石文史工作室召集人黃哲永，黃哲永先生建議將遺忘已久的蒜頭餅列入專刊中，之後各電視台亦聞風紛紛介紹，蒜頭餅才東山再起。目前蒜頭餅傳統老店有兩家，皆位於蒜頭市場內。其中一家恰好正在歌手伍佰舊居隔壁。